# Liisa

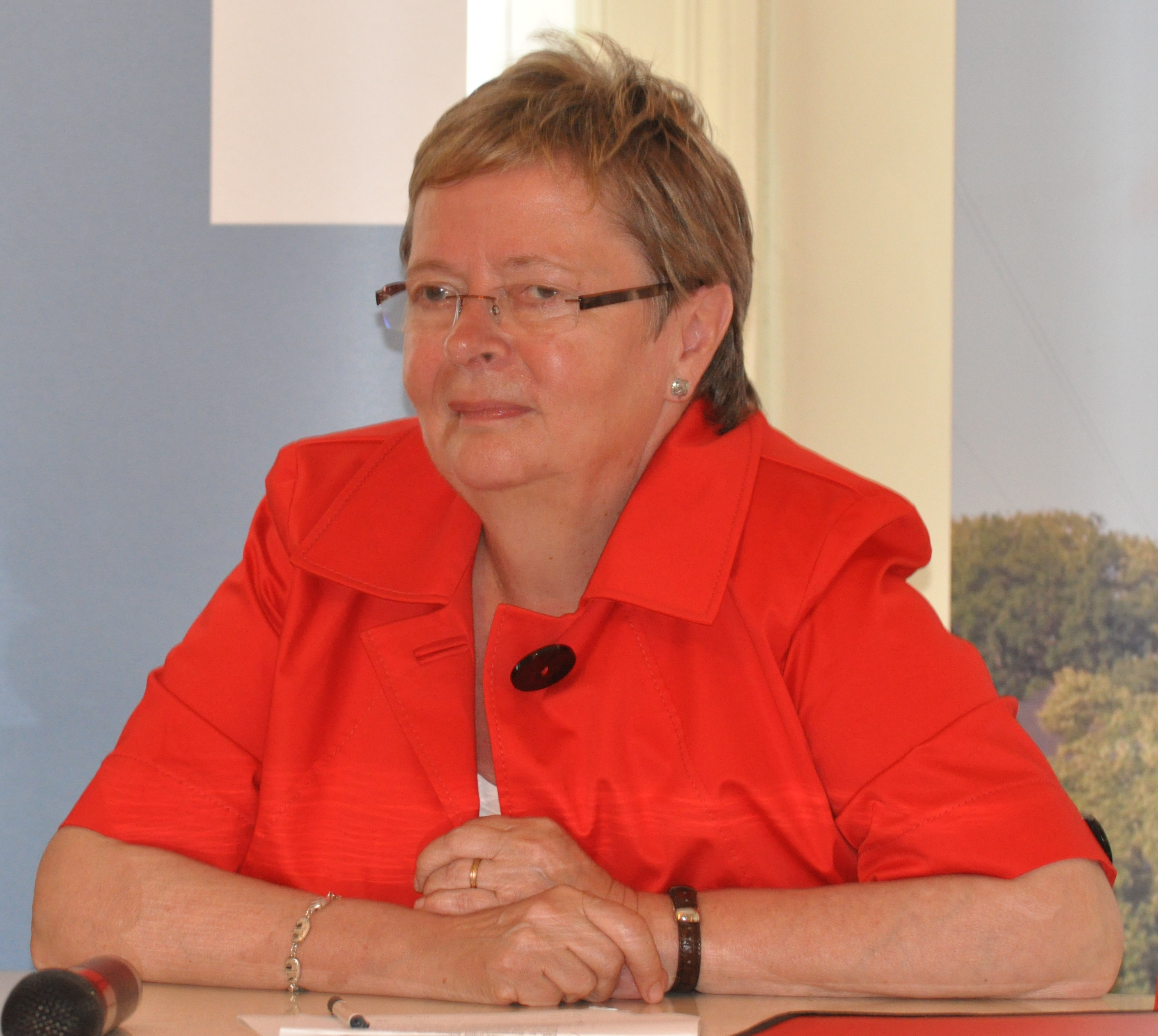
Liisa Jaakonsaari, finländsk politiker

Liisa är ett finskt kvinnonamn. Det är den finska formen av Elisabet. Den 18 januari 2013 fanns det totalt 101 488 personer i Finland med namnet.
Namnsdag: 19 november (Finland och Estland), 20 november (Sverige).

## Personer med namnet Liisa
- Liisa Anttila, finländsk orienterare
- Liisa Hyssälä, finländsk politiker
- Liisa Jaakonsaari, finländsk politiker
- Liisa Rulander, svensk politiker
- Liisa Suihkonen, finländsk längdskidåkare
- Liisa Tuomi, finländsk skådespelare
- Liisa Veijalainen, finländsk orienterare